# Шеден
Шеден (нім. Scheden) — громада в Німеччині, розташована в землі Нижня Саксонія. Входить до складу району Геттінген. Складова частина об'єднання громад Дрансфельд.
Площа — 26,69 км2. Населення становить 1890 ос. (станом на 31 грудня 2021).

## Галерея

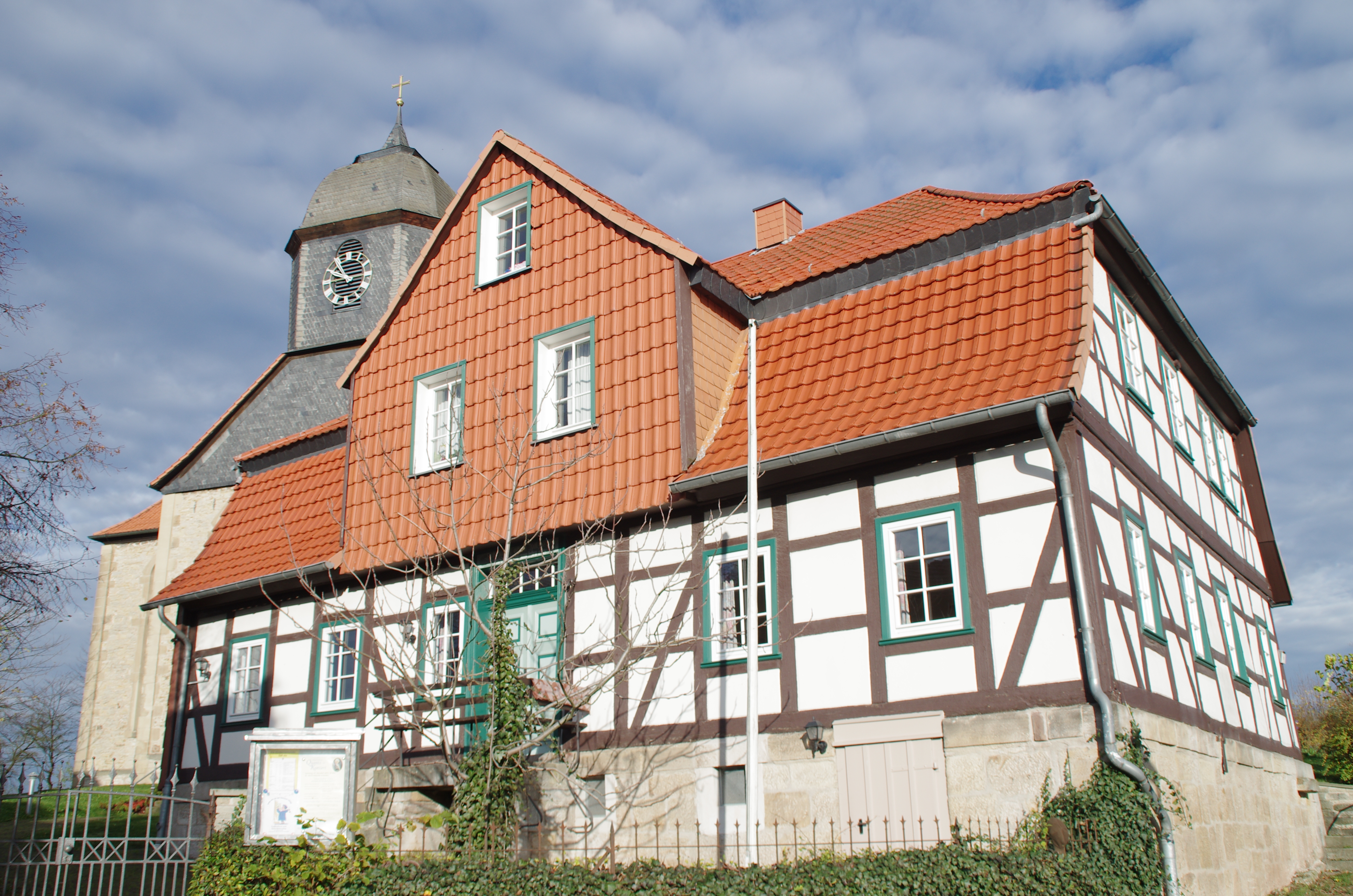
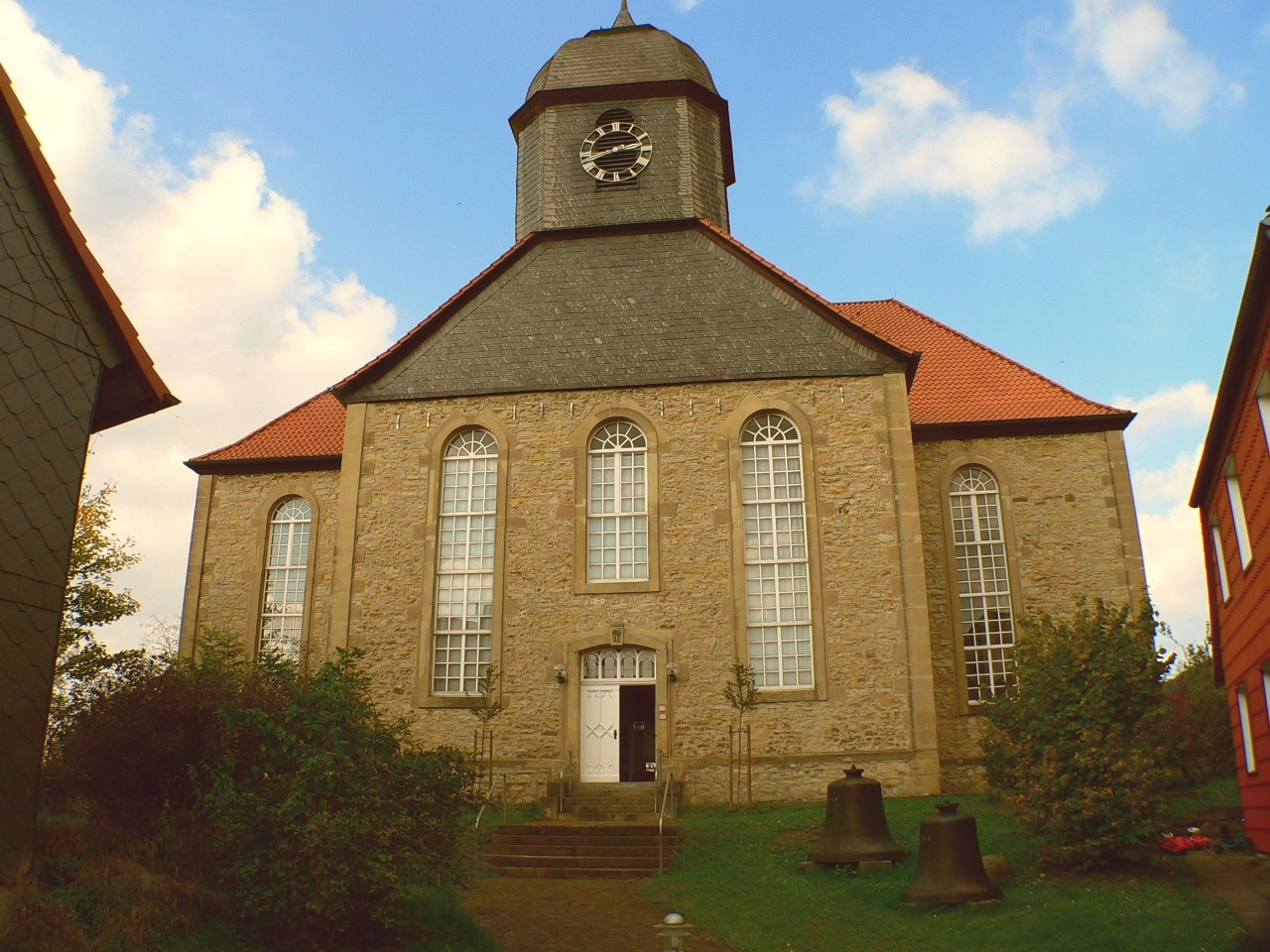
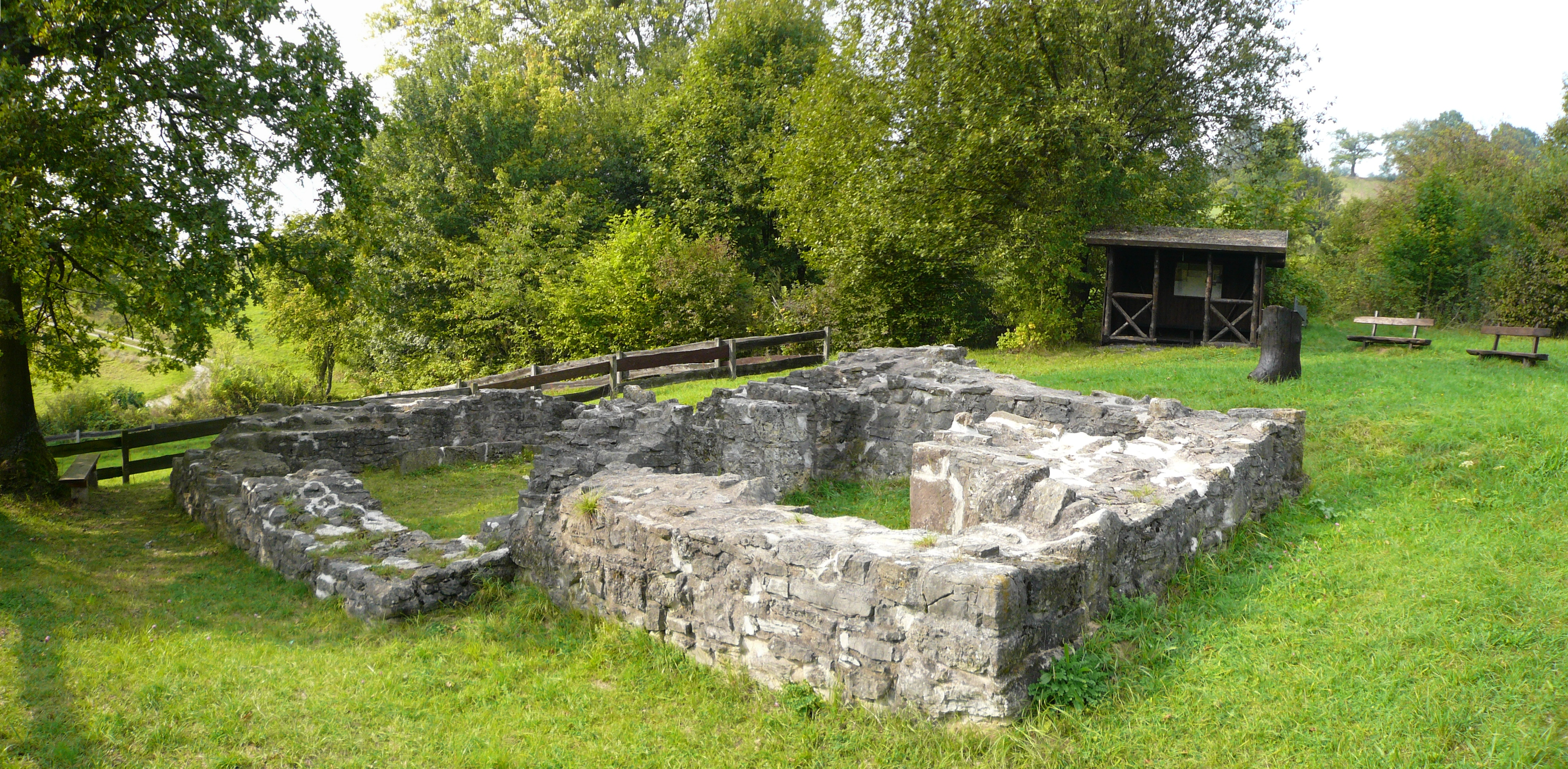
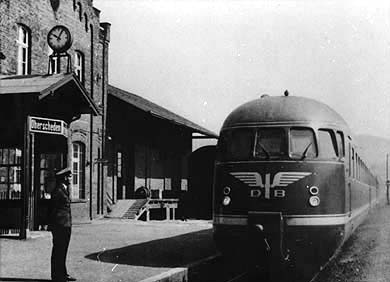
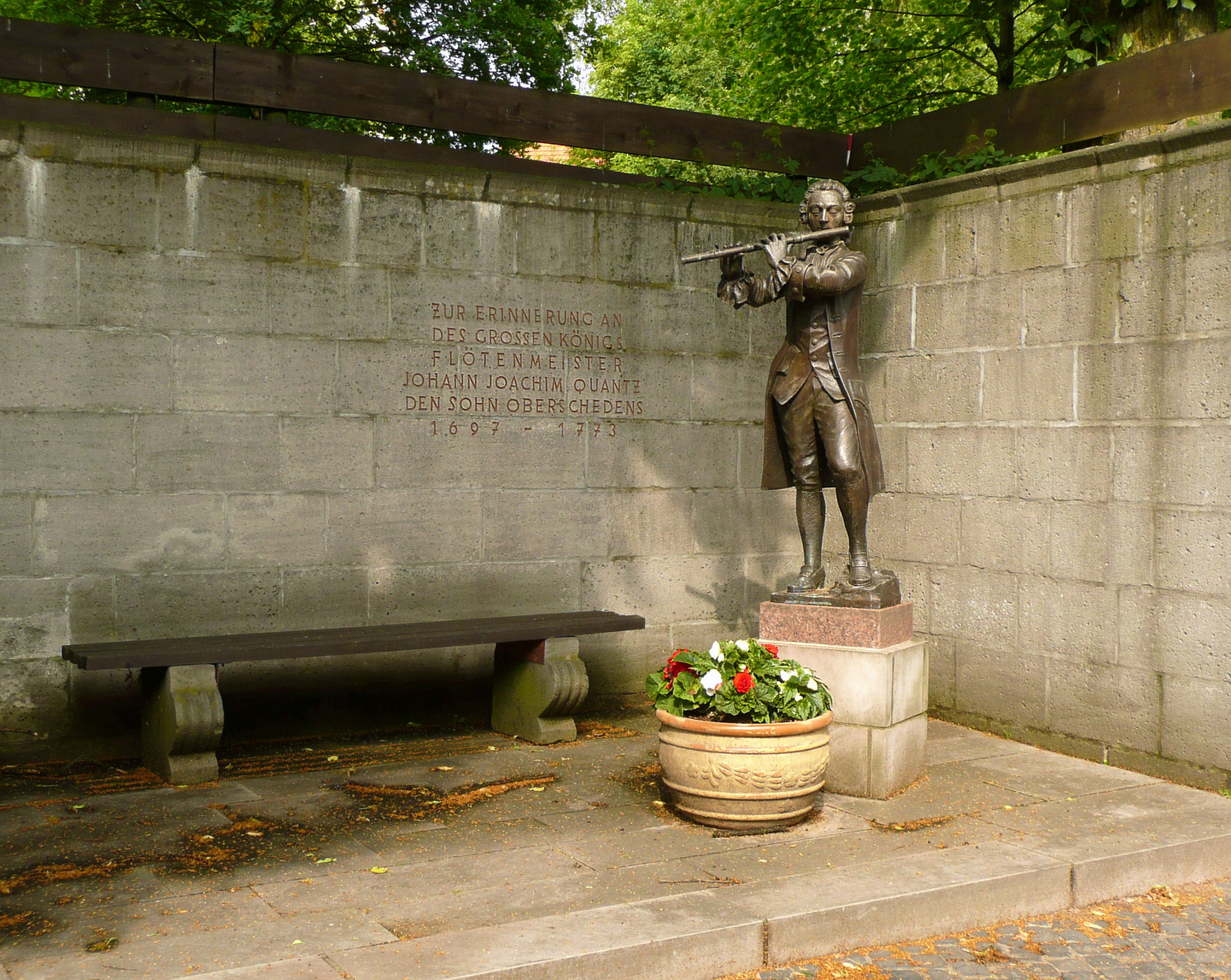